# Robin Wright
Pour les articles homonymes, voir Wright.
Robin Wright (/ˈɹɑbɪn ɹaɪt/), née le 8 avril 1966 à Dallas (Texas, États-Unis), est une actrice et réalisatrice américaine.
Révélée dans les années 1980 par la série  Santa Barbara puis par le film Princess Bride (1987), elle connaît un succès planétaire avec le film Forrest Gump (1994) aux côtés de Tom Hanks.
Elle ne revient sur le devant de la scène médiatique que quinze ans après : d'abord en tête d'affiche du film indépendant Les Vies privées de Pippa Lee (2009), puis grâce au rôle de Claire Underwood dans la série télévisée House of Cards, de 2013 à 2018.
Parallèlement à la série, elle tourne au cinéma sous la direction de Bennett Miller, Robert Redford, David Fincher, Anne Fontaine, Anton Corbijn et Denis Villeneuve.

## Biographie
Robin Wright naît à Dallas, au Texas. Sa mère Gayle (née Gaston) est commerciale chez Mary Kay, où son père Freddy Wright travaille également.
Elle grandit à San Diego en Californie, et étudie au lycée de La Jolla et au lycée Taft de Los Angeles.

### Vie privée
Elle est l'épouse de Dane Witherspoon (mort le 29 mars 2014) de 1986 à 1988, rencontré sur le tournage de Santa Barbara.
Elle épouse ensuite l'acteur Sean Penn le 27 avril 1996, rencontré sept ans plus tôt, avec lequel elle a eu deux enfants : Dylan Frances Penn, devenue mannequin et actrice, et Hopper Jack Penn. Après plusieurs épisodes de tension avec procédures de divorce engagées puis finalement annulées, ils divorcent durant l'été 2010.
Entre 2012 et 2014, elle est en couple avec Ben Foster.
En 2017, elle rencontre le Lorettois Clément Giraudet, directeur des relations VIP chez Yves Saint-Laurent, qu'elle épouse le 11 août 2018 à La Roche-sur-le-Buis, une petite commune de la Drôme. Ils se séparent, puis elle demande le divorce en septembre 2022 pour des « différences irréconciliables ».

## Carrière

### Révélation et progression discrète (années 1990-2000)
Elle commence sa carrière à l'âge de 18 ans avec le rôle de Kelly Capwell dans le soap-opera Santa Barbara, puis se dirige vers le grand écran avec des films tels que Princess Bride en 1987, auquel est plus tard reconnu le statut de film-culte, puis Forrest Gump en 1994, son plus grand succès commercial, où elle interprète Jenny, la plus proche amie du personnage simple d'esprit joué par Tom Hanks.
Elle se fait néanmoins plus discrète les années suivantes : en 1995, elle est dirigée par son époux Sean Penn dans le drame Crossing Guard, avec Jack Nicholson dans le rôle principal.
En 1996, elle tente de s'imposer en tête d'affiche en jouant le rôle-titre du biopic Moll Flanders, ou les mémoires d'une courtisane, de Pen Densham, qui échoue néanmoins commercialement et ne convainc pas la critique. En 1997, elle retrouve Penn devant la caméra de Erin Dignam pour Loved. Ce film indépendant passe inaperçu, comme le drame She's So Lovely, écrit et réalisé par Nick Cassavetes, toujours avec Penn, mais aussi John Travolta.
En 1998, elle fait partie du casting choral réuni pour la comédie dramatique indépendante Hollywood Sunrise, de Anthony Drazan. Penn et elle y évoluent au côté de Kevin Spacey.
L'année suivante, elle renoue avec la romance pour le mélodrame Une bouteille à la mer, aux côtés de Kevin Costner. Le film marque son retour dans les hauteurs du box-office, mais les critiques sont mauvaises.
En 2000, elle joue le principal rôle féminin du thriller fantastique Incassable, de M. Night Shyamalan. Les critiques sont excellentes, mais c'est surtout la prestation de Bruce Willis, dans un registre plus complexe qu'auparavant, qui attire l'attention.
Par ailleurs, à l'exception du polar The Pledge en 2001, qui reforme le trio formé avec Sean Penn à la réalisation et Jack Nicholson en acteur principal, et du film choral Nine Lives, de Rodrigo Garcia, ses films suivants passent inaperçus, et les critiques sont très mauvaises.
En 2007, le blockbuster fantastique La Légende de Beowulf, de Robert Zemeckis, la replace en tant qu'actrice à suivre, même si le box-office ne suit pas. De même, en 2008, la satire Panique à Hollywood, de Barry Levinson, réunit une flopée de stars.

### Retour au premier plan (années 2010)

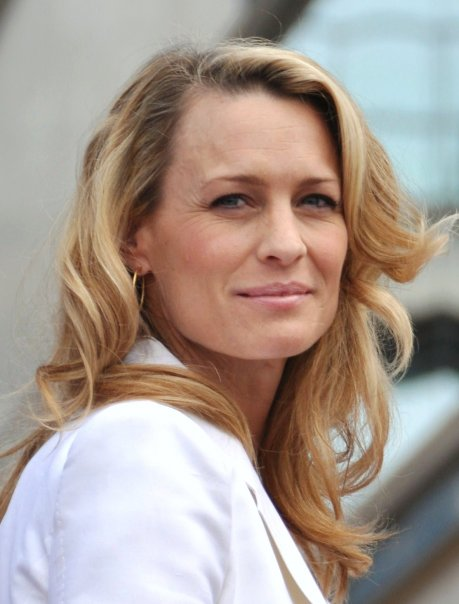
L'actrice, membre du jury au Festival de Cannes 2009.

L'année 2009 marque un tournant : elle joue d'abord dans le thriller politique State of Play de Kevin Macdonald ; puis Robert Zemeckis la dirige de nouveau dans Le Drôle de Noël de Scrooge. Sa performance en tête d'affiche de la comédie dramatique indépendante Les Vies privées de Pippa Lee lui vaut de nouveau l'attention de la profession. Enfin, elle cultive aussi son image de femme fatale dans un segment du film à sketches New York, I Love You, où elle joue une quinquagénaire esseulée engageant une discussion sur un trottoir de New York, devant la caméra d'Yvan Attal.
Elle est membre du jury du Festival de Cannes de 2009, sous la présidence de l'actrice Isabelle Huppert
Elle confirme avec quatre autres films en 2011 : elle tient d'abord un rôle secondaire dans le thriller sportif Le Stratège, de Bennett Miller, où elle joue l'ex-femme du protagoniste incarné par Brad Pitt. Puis fait partie du casting de stars réuni par Robert Redford pour son thriller politique La Conspiration ; donne la réplique à Woody Harrelson et Sigourney Weaver, dans le thriller d'action Rampart, de Oren Moverman. Elle est surtout dirigée par David Fincher dans son adaptation Millénium : Les Hommes qui n'aimaient pas les femmes.
Le cinéaste lui confie dans la foulée un rôle convoité : celui de Claire Underwood, la glaçante et ambitieuse épouse du protagoniste incarné par Kevin Spacey dans la prestigieuse série télévisée House of Cards. Le programme est un succès critique mondial et vaut à la distribution une poignée de nominations et récompenses. L'actrice enchaîne dès lors avec le tournage de la saison suivante, et s'éloigne parallèlement du cinéma. La série lui assure trois nominations aux Emmy Awards, et un Golden Globe. En 2014, elle remporte notamment le Golden Globe de la meilleure actrice dans une série télévisée dramatique.
En 2013, elle prête ses traits à l'expérimental Le Congrès de l'Israélien Ari Folman, où elle joue son propre rôle, et s'aventure dans le même temps en Australie, avec Naomi Watts, pour le thriller sentimental Perfect Mothers, mis en scène par la Française Anne Fontaine.
En 2014, elle est à l'affiche du film d'espionnage britannique Un homme très recherché, d'Anton Corbijn. Et en 2015, elle tient l'un des rares principaux rôles féminins de la grosse production Everest.
En 2017, elle évolue dans deux blockbusters très attendus : d'abord le film de superhéros Wonder Woman, second long-métrage de Patty Jenkins, où elle prête ses traits au général Antiope ; puis le thriller de science-fiction Blade Runner 2049, réalisé par le canadien Denis Villeneuve.
Parallèlement à sa carrière d'actrice, elle s'essaie à la réalisation. Elle signe d'abord un épisode de la saison 2 de House of Cards. La production lui fait par la suite progressivement confiance : l'actrice réalise deux épisodes de la saison 3, et enfin quatre de la saison 4. Elle est promue productrice déléguée de la série, à partir de cette même saison.
Fin 2018, elle est l'unique tête d'affiche de la sixième et dernière saison de House of Cards, à la suite du licenciement de Kevin Spacey.
En 2020, elle acquiert les droits du roman Les Carnets rouges en vue de l'adapter en série.

## Filmographie

### Actrice

#### Cinéma

##### Années 1980
- 1986 : Hollywood Vice Squad de Penelope Spheeris : Lori Stanton
- 1987 : Princess Bride (The Princess Bride) de Rob Reiner : La Princesse

##### Années 1990
- 1990 : Denial d'Erin Dignam : Sara/Loon
- 1990 : Les Anges de la nuit (State of Grace) de Phil Joanou : Kathleen Flannery
- 1992 : Toys de Barry Levinson : Gwen Tyler
- 1992 : The Playboys de Gillies MacKinnon : Tara Maguire
- 1994 : Forrest Gump de Robert Zemeckis : Jenny Curran
- 1995 : Crossing Guard (The Crossing Guard) de Sean Penn : Jojo
- 1996 : Moll Flanders, ou les mémoires d'une courtisane (Moll Flanders) de Pen Densham : Moll Flanders
- 1997 : She's So Lovely de Nick Cassavetes : Maureen Murphy Quinn
- 1997 : Loved d'Erin Dignam : Hedda Amerson
- 1998 : Hollywood Sunrise (Hurlyburly) d'Anthony Drazan : Darlene
- 1999 : Une bouteille à la mer (Message in a Bottle) de Luis Mandoki : Theresa Osborne

##### Années 2000
- 2000 : Comment tuer le chien de son voisin (How to kill your neighbor's dog) de Michael Kalesniko : Melanie McGowen
- 2000 : Incassable (Unbreakable) de M. Night Shyamalan : Audrey Dunn
- 2001 : The Pledge de Sean Penn : Lori
- 2002 : Le Dernier Château (The Last Castle) de Rod Lurie : Rosalie Irwin
- 2003 : Virgin de Deborah Kampmeier : Mme Reynolds
- 2003 : Laurier blanc (White Oleander) de Peter Kosminsky : Starr
- 2003 : The Singing Detective de Keith Gordon : Nicola / Nina / La Blonde
- 2004 : La Maison au bout du monde (A Home at the end of the world) de Michel Mayer : Clare
- 2005 : Nine Lives de Rodrigo Garcia : Diana
- 2005 : Sorry, Haters de Jeff Stanzler : Phoebe Torrence
- 2006 : Par effraction (Breaking and entering) d'Anthony Minghella : Liv
- 2007 : Hounddog de Deborah Kampmeier : Stranger Lady
- 2007 : La Légende de Beowulf (Beowulf) de Robert Zemeckis : Wealthow
- 2008 : Panique à Hollywood (What just happened) de Barry Levinson : Kelly
- 2009 : Jeux de pouvoir (State of Play) de Kevin Macdonald : Anne Collins
- 2009 : Les Vies privées de Pippa Lee (The Private Lives of Pippa Lee) de Rebecca Miller : Pippa Lee
- 2009 : Le Drôle de Noël de Scrooge (A Christmas Carol) de Robert Zemeckis : Fan / Belle
- 2009 : New York, I Love You d'Yvan Attal : Anna

##### Années 2010
- 2011 : Le Stratège (Moneyball) de Bennett Miller : Sharon
- 2011 : La Conspiration (The Conspirator) de Robert Redford : Mary Surratt
- 2011 : Millénium : Les Hommes qui n'aimaient pas les femmes (The Girl with the Dragon Tattoo) de David Fincher : Erika Berger
- 2011 : Rampart d'Oren Moverman : Linda Fentress
- 2013 : Perfect Mothers d'Anne Fontaine : Roz
- 2013 : Le Congrès d'Ari Folman : elle-même
- 2014 : Un homme très recherché (A Most Wanted Man) d'Anton Corbijn : Martha Sullivan
- 2015 : Everest de Baltasar Kormákur : Peach Weathers
- 2017 : Blade Runner 2049 de Denis Villeneuve : Lieutenant Joshi
- 2017 : Wonder Woman de Patty Jenkins : Générale Antiope

##### Années 2020
- 2020 : Wonder Woman 1984 de Patty Jenkins : Générale Antiope
- 2020 : Land d'elle-même : Edee Mathis
- 2021 : Zack Snyder's Justice League de Zack Snyder : Générale Antiope
- 2023 : Devil's Peak de Ben Young : Virgie
- 2024 : La Demoiselle et le Dragon (Damsel) de Juan Carlos Fresnadillo : la reine Isabelle
- 2024 : Here de Robert Zemeckis : Margaret Young

#### Courts métrages
- 2005 : Max de Samuel Bayer : la mère
- 2006 : Room 10 de Jennifer Aniston et Andrea Buchanan : Frannie

#### Télévision

##### Séries télévisées
- 1983-1984 : The Yellow Rose : Barbara Anderson
- 1984-1988 : Santa Barbara : Kelly Capwell Perkins / Kelly Capwell / Kelly Capwell Conrad
- 1989-1991 : A TV Dante : Lucrezia
- 2011 : Enlightened : Sandy
- 2013-2018 : House of Cards : Claire Underwood

##### Téléfilms
- 1987 : Home de Sheldon Larry : Valerie Kane
- 2005 : Empire Falls de Fred Schepisi : Grace Roby

### Réalisatrice

#### Long métrage
- 2020 : Land

#### Courts métrages
- 2017 : The Dark of Night
- 2021 : Tell It Like a Woman

#### Télévision
- 2014-2018 : House of Cards

- 2022 : Ozark (2 épisodes)

## Doublage
- 2008 : The Princess Bride Game (jeu vidéo) : Princess Buttercup

## Voix françaises
En France, Juliette Degenne et Michèle Buzynski sont les voix françaises les plus régulières de Robin Wright. Emmanuèle Bondeville l'a également doublée à trois reprises ainsi que Julie Dumas, Nadine Delanoë, Odile Cohen et Rafaèle Moutier à deux occasions.
Au Québec, Anne Dorval est la voix québécoise régulière de l'actrice.